# 2019~2020년 남서인도양 사이클론
이 문서는 2019년부터 2020년까지 발생하는 남서인도양에 발생하는 사이클론에 대해 기록하고 있다. 총 10개의 사이클론이 발생하였다.

## 같이 보기
- 2019년 태풍
- 2020년 태풍
- 2019년 북인도양 사이클론
- 2020년 북인도양 사이클론
- 2019년 동태평양 허리케인
- 2020년 동태평양 허리케인
- 2019년 북대서양 허리케인
- 2020년 북대서양 허리케인
- 2019~2020년 오스트레일리아 근해 사이클론